# Matteo Adinolfi
Pour les articles homonymes, voir Adinolfi.
Matteo Adinolfi, né le 24 décembre 1963 à Latina est un homme politique italien membre de la Ligue du Nord (LN). Il est député européen depuis 2019.